# Henry E. Brady

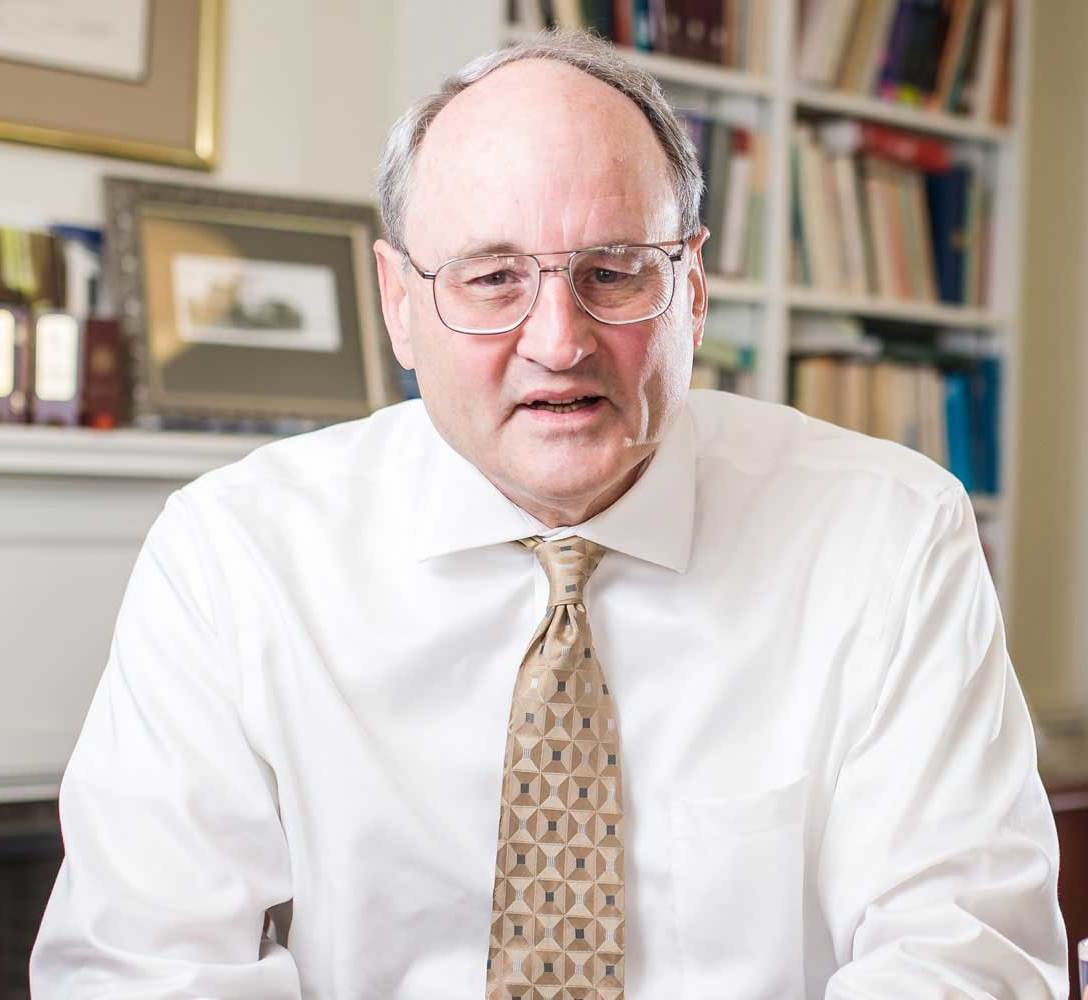
Henry E. Brady

Henry E. Brady (* 1947) ist ein US-amerikanischer Politikwissenschaftler und Professor an der University of California, Berkeley. Er amtierte 2009/10 als Präsident der American Political Science Association (APSA). Seine Forschungsinteressen sind Politische Partizipation und Sozialpolitik.
Brady machte 1969 den Bachelor-Abschluss am Harvey Mudd College in Claremont mit den Hauptfächern Physik un Mathematik und wurde 1980 am Massachusetts Institute of Technology mit den Fächern Volkswirtschaft und Politikwissenschaft zum Ph.D. promoviert. Assistant Professor war er an der University of California, Berkeley und der Harvard University, Associate Professor an der University of Chicago. Seit 1990 ist er wieder in Berkeley, wo er seit 2003 Class of 1941 Monroe Deutsch Professor of Political Science and Public Policy ist und seit 2009 Dekan der Goldman School of Public Policy.
2003 wurde Brady in die American Academy of Arts and Sciences gewählt.

## Schriften (Auswahl)
- Mit Sidney Verba und Kay Lehman Schlozman: The unheavenly chorus. Unequal political voice and the broken promise of American democracy. Princeton University Press, Princeton/Oxford 2012, ISBN 978-0-691-15484-8.
- Als Herausgeber mit David Collier: Rethinking social inquiry. Diverse tools, shared standards. 2. Auflage,  Rowman & Littlefield Publishers, Lanham 2010, ISBN 978-1-4422-0343-3.
- Als Herausgeber mit Janet M. Box-Steffensmeier und David Collier (Hrsg.): The Oxford Handbook of Political Methodology. 2008.
- Mit Sidney Verba und Kay Lehman Schlozman: Voice and equality. Civic voluntarism in American politics. Harvard University Press, Cambridge, Mass. 1995, ISBN 0674942922.